# Listă de filme TriStar Pictures
Aceasta este o listă de filme produse de TriStar Pictures, pe ani:

## Anii 1980
| Premiera           | Titlu                                   | Note                                                              |
| ------------------ | --------------------------------------- | ----------------------------------------------------------------- |
| 6 aprilie 1984     | Where the Boys Are '84                  | Doar distribuitor; produs de ITC Entertainment                    |
| 11 mai 1984        | Născut învingător                       |                                                                   |
| 21 iunie 1984      | Ultima iarnă                            |                                                                   |
| 13 iulie 1984      | Muppets cuceresc Manhattan-ul           | co-producție cu Henson Associates                                 |
| 27 iulie 1984      | Tabăra de vară Partea a II-a            |                                                                   |
| 31 august 1984     | Fratia armelor                          | Doar distribuitor; produs de HBO Pictures                         |
| 14 septembrie 1984 | Vânătoarea                              | Doar distribuitor; produs de ITC Entertainment                    |
| 21 septembrie 1984 | Locuri în inimă                         | Nominalizat la Premiul Oscar pentru cel mai bun film              |
| 14 octombrie 1984  | Compozitorul                            |                                                                   |
| 2 noiembrie 1984   | Blame It on the Night                   |                                                                   |
| 2 noiembrie 1984   | Lovelines                               |                                                                   |
| 9 noiembrie 1984   | Silent Night, Deadly Night              | A fost retras din cinematografe după două săptămâni de la lansare |
| 21 noiembrie 1984  | Superfata                               | Doar distribuitor                                                 |
| 14 decembrie 1984  | Birdy                                   |                                                                   |
| 14 decembrie 1984  | Fugarul                                 |                                                                   |
| 19 decembrie 1984  | Breakdance 2                            | Doar distribuitor; produs de The Cannon Group                     |
| 8 feburarie 1985   | Heaven Help Us                          | Doar distribuitor; produs de HBO Pictures                         |
| 22 martie 1985     | Ultimul dragon                          |                                                                   |
| 3 aprilie 1985     | Golful Alamo                            |                                                                   |
| 10 aprilie 1985    | Hotel particular                        |                                                                   |
| 1 mai 1985         | Cea mai de preț comoară                 |                                                                   |
| 22 mai 1985        | Rambo II                                | Doar distribuitor; produs de Carolco Pictures                     |
| 21 iunie 1985      | Forța vieții                            | Doar distribuitor; produs de The Cannon Group                     |
| 19 iulie 1985      | Legenda lui Billie Jean                 |                                                                   |
| 7 august 1985      | Un geniu autentic                       |                                                                   |
| 16 august 1985     | Voluntarii                              | Doar distribuitor; produs de HBO Pictures                         |
| 2 octombrie 1985   | Vise dulci                              | Doar distribuitor; produs de HBO Pictures                         |
| 25 octombrie 1985  | My Man Adam                             |                                                                   |
| 27 noiembrie 1985  | Moș Crăciun: Filmul                     | Doar distribuitor                                                 |
| 29 decembrie 1985  | Head Office                             | Doar distribuitor; produs de HBO Pictures                         |
| 17 ianuarie 1986   | Vulturul de fier                        |                                                                   |
| 14 februarie 1986  | Colivia cu nebune III                   |                                                                   |
| 21 februarie 1986  | Autostopistul                           | Doar distribuitor; produs de HBO Pictures                         |
| 7 martie 1986      | Odd Jobs                                | co-producție cu HBO Pictures                                      |
| 21 martie 1986     | Rad                                     |                                                                   |
| 11 aprilie 1986    | Delincvenții                            |                                                                   |
| 25 aprilie 1986    | Fețele morții                           | co-producție cu PSO                                               |
| 9 mai 1986         | Scurt circuit                           | co-producție cu PSO                                               |
| 27 iunie 1986      | Labirintul                              | co-producție cu Henson Associates și Lucasfilm                    |
| 2 iulie 1986       | Trăiește clipa                          |                                                                   |
| 30 iulie 1986      | Nimic în comun                          |                                                                   |
| 22 august 1986     | Noaptea monștrilor                      |                                                                   |
| 22 august 1986     | Refuz să cresc                          | Doar distribuitor; produs de Kings Road Entertainment             |
| 10 octombrie 1986  | Peggy Sue se mărită                     |                                                                   |
| 31 octombrie 1986  | Să-l salvăm pe Harry                    |                                                                   |
| 7 noiembrie 1986   | Soția șefului                           |                                                                   |
| 14 noiembrie 1986  | Când ne luăm rămas-bun                  |                                                                   |
| 19 decembrie 1986  | Fără milă                               |                                                                   |
| 6 februarie 1987   | Lumina zilei                            | Doar distribuitor; produs de Taft Entertainment                   |
| 6 martie 1987      | Înger și demon                          | Doar distribuitor; produs de Carolco Pictures                     |
| 27 martie 1987     | Întâlnire cu surprize                   |                                                                   |
| 24 aprilie 1987    | Pedeapsa capitală                       | Doar distribuitor; produs de Carolco Pictures                     |
| 24 aprilie 1987    | Forever, Lulu                           |                                                                   |
| 8 mai 1987         | Grădini de piatră                       |                                                                   |
| 15 mai 1987        | Made in U.S.A.                          | Doar distribuitor; produs de Hemdale Film Corporation             |
| 22 mai 1987        | Grace și Chuck                          |                                                                   |
| 10 iulie 1987      | The Squeeze                             |                                                                   |
| 30 iulie 1987      | High Tide                               | Doar distribuitor; produs de Hemdale Film Corporation             |
| 1 august 1987      | Love at Stake                           | Doar distribuitor; produs de Hemdale Film Corporation             |
| 7 august 1987      | Nadine                                  |                                                                   |
| 14 august 1987     | The Monster Squad                       | Doar distribuitor; produs de Taft Entertainment                   |
| 18 septembrie 1987 | Directorul                              |                                                                   |
| 2 octombrie 1987   | Așa tată, așa fiu                       |                                                                   |
| 9 octombrie 1987   | Situație explozivă                      | Doar distribuitor; produs de Sept Films Cima Produzioni           |
| 23 octombrie 1987  | Suspect de crimă                        |                                                                   |
| 30 octombrie 1987  | Gaby: A True Story                      |                                                                   |
| 13 noiembrie 1987  | Justiția viitorului                     | Doar distribuitor; produs de Taft Entertainment                   |
| 18 decembrie 1987  | Iarba răului                            | Doar distribuitor; produs de Taft Entertainment                   |
| 15 ianuarie 1988   | Pentru totdeauna?                       |                                                                   |
| 4 martie 1988      | Interviu pe scaunul electric            |                                                                   |
| 18 martie 1988     | Pound Puppies and the Legend of Big Paw | Doar distribuitor; produs de Carolco Pictures                     |
| 1 aprilie 1988     | Al șaptelea semn                        |                                                                   |
| 29 aprilie 1988    | Amurg                                   |                                                                   |
| 25 mai 1988        | Rambo III                               | Doar distribuitor; produs de Carolco Pictures                     |
| 17 iunie 1988      | Febra roșie                             | Doar distribuitor; produs de Carolco Pictures                     |
| 6 iulie 1988       | Scurt Circuit 2                         |                                                                   |
| 5 august 1988      | Picătura                                |                                                                   |
| 23 septembrie 1988 | Dansul inimilor                         |                                                                   |
| 14 octombrie 1988  | The Kiss                                |                                                                   |
| 19 octombrie 1988  | Ursul                                   |                                                                   |
| 21 octombrie 1988  | Batalionul 21                           | Doar distribuitor; produs de Vision PDG                           |
| 11 noiembrie 1988  | Vulturul de fier II                     | Doar distribuitor; produs de Carolco Pictures                     |
| 18 noiembrie 1988  | Fantome la castel                       | Doar distribuitor; produs de Vision PDG                           |
| 13 ianuarie 1989   | DeepStar Six                            | Doar distribuitor; produs de Carolco Pictures                     |
| 3 februarie 1989   | Un detectiv irezistibil                 |                                                                   |
| 10 februarie 1989  | Step                                    |                                                                   |
| 10 martie 1989     | O nouă șansă                            |                                                                   |
| 19 martie 1989     | Sclavii New York-ului                   |                                                                   |
| 31 martie 1989     | Sing                                    |                                                                   |
| 28 aprilie 1989    | Curtezanul                              |                                                                   |
| 12 mai 1989        | Unul nu aude, celălalt nu vede          |                                                                   |
| 19 mai 1989        | Noaptea fricii 2                        | Distribuitor internațional                                        |
| 4 august 1989      | După gratii                             | Doar distribuitor; produs de Carolco Pictures                     |
| 29 septembrie 1989 | Johnny băiat frumos                     | Doar distribuitor; produs de Carolco Pictures                     |
| 13 octombrie 1989  | Uite cine vorbește                      |                                                                   |
| 15 noiembrie 1989  | Magnolii de oțel                        |                                                                   |
| 15 decembrie 1989  | Ocupație de familie                     |                                                                   |
| 15 decembrie 1989  | Glory                                   |                                                                   |
| 22 decembrie 1989  | Cutia muzicală                          | Doar distribuitor; produs de Carolco Pictures                     |

## Anii 1990
| Premiera           | Titlu                                 | Note |
| ------------------ | ------------------------------------- | --- |
| 9 februarie 1990   | Echipa trasnită                       | |
| 23 februarie 1990  | Mountains of the Moon                 | Doar distribuitor; produs de Carolco Pictures                                                                        |
| 16 martie 1990     | Furie oarbă                           | |
| 30 martie 1990     | Side Out                              | |
| 6 aprilie 1990     | Te iubesc până la moarte              | |
| 27 aprilie 1990    | Investigație periculoasă              | Doar distribuitor; produs de Regency International Pictures și Odyssey Distributors                                  |
| 1 iunie 1990       | Total Recall                          | Doar distribuitor; produs de Carolco Pictures                                                                        |
| 20 iulie 1990      | Novicele                              | |
| 10 august 1990     | Air America                           | Doar distribuitor; produs de Carolco Pictures                                                                        |
| 21 septembrie 1990 | Pe muchie de cuțit                    | Doar distribuitor; produs de Carolco Pictures                                                                        |
| 5 octombrie 1990   | Avalon                                | |
| 2 noiembrie 1990   | Scara lui Iacob                       | Doar distribuitor; produs de Carolco Pictures                                                                        |
| 14 decembrie 1990  | Uite cine cu cine vorbește            | |
| 8 februarie 1991   | Poveste din L.A.                      | Doar distribuitor; produs de Carolco Pictures                                                                        |
| 1 martie 1991      | The Doors                             | Doar distribuitor; produs de Carolco Pictures și Imagine Entertainment                                               |
| 26 aprilie 1991    | Soldați de ocazie                     | Doar distribuitor; produs de Island World                                                                            |
| 24 mai 1991        | Hudson Hawk                           | |
| 3 iulie 3 1991     | Terminatorul 2: Ziua Judecății        | Doar distribuitor; produs de Carolco Pictures și Lightstorm Entertainment                                            |
| 26 iulie 26 1991   | Dublă personalitate                   | |
| 9 august 9 1991    | Bingo                                 | |
| 20 septembrie 1991 | Regele pescar                         | |
| 11 decembrie 1991  | Hook                                  | co-producție cu Amblin Entertainment                                                                                 |
| 20 decembrie 1991  | Bugsy                                 | Nominalizat la Premiul Oscar pentru cel mai bun film                                                                 |
| 20 martie 1992     | Instinct primar                       | Doar distribuitor; produs de Carolco Pictures și Le Studio Canal+                                                    |
| 3 aprilie 1992     | Inimă de tunet                        | |
| 15 aprilie 1992    | Misionarul                            | |
| 10 iulie 1992      | Soldatul universal                    | Doar distribuitor; produs de Carolco Pictures și Centropolis Entertainment                                           |
| 11 septembrie 1992 | Vântul                                | |
| 18 septembrie 1992 | Soți și soții                         | |
| 16 octombrie 1992  | Candyman                              | co-producție cu PolyGram Filmed Entertainment și Propaganda Films                                                    |
| 25 decembrie 1992  | Chaplin                               | Doar distribuitor; produs de Carolco Pictures                                                                        |
| 29 ianuarie 1993   | Lunetistul                            | |
| 28 mai 1993        | Luptă la înălțime                     | Doar distribuitor; produs de Carolco Pictures și Le Studio Canal+                                                    |
| 25 iunie 1993      | Nopți albe în Seattle                 | |
| 9 iulie 1993       | Weekend cu Bernie II                  | |
| 30 iulie 1993      | Însurat cu o criminală                | |
| 18 august 1993     | Misterul crimei din Manhattan         | |
| 20 august 1993     | Priviri înflăcărate                   | |
| 8 octombrie 1993   | Dl. Jones                             | |
| 22 octombrie 1993  | Rudy                                  | |
| 5 noiembrie 1993   | Uite cine vorbește acum               | |
| 23 decembrie 1993  | Philadelphia                          | |
| 11 martie 1994     | Păzind-o pe Tess                      | |
| 8 aprilie 1994     | O fată, doi băieți, trei posibilități | |
| 15 aprilie 1994    | Robbersonii și poliția                | |
| 6 mai 1994         | Cei trei ninja lovesc din nou         | |
| 29 iulie 1994      | Un bacșiș de două milioane de dolari  | |
| 25 august 1994     | La loc comanda!                       | Doar distribuitor; produs de Carolco Pictures                                                                        |
| 16 septembrie 1994 | Prințesa Caraboo                      | |
| 7 octombrie 1994   | Cum ți-e scris                        | |
| 4 noiembrie 1994   | Frankenstein                          | |
| 16 decembrie 1994  | Legendele toamnei                     | |
| 21 decembrie 1994  | Încurcături sentimentale              | |
| 10 februarie 1995  | Mai iute ca moartea                   | |
| 3 martie 1995      | Viziuni macabre                       | |
| 10 martie 1995     | Ninja în vacanță                      | |
| 12 aprilie 1995    | Jurat de profesie                     | |
| 26 mai 1995        | Johnny Mnemonic                       | |
| 30 august 1995     | Spiritul din adâncuri                 | co-producție cu Triumph Films                                                                                        |
| 29 septembrie 1995 | Diavolul în rochie albastră           | |
| 20 octombrie 1995  | Legături riscante                     | |
| 15 decembrie 1995  | Jumanji                               | co-producție cu Interscope Communications                                                                            |
| 23 februarie 1996  | Mary Reilly                           | |
| 8 martie 1996      | Lucy și Joe                           | |
| 22 martie 1996     | Cursa sub soare                       | |
| 19 aprilie 1996    | Doamna Winterbourne                   | |
| 26 aprilie 1996    | Sunset Park                           | |
| 2 august 1996      | Matilda                               | |
| 16 august 1996     | Un admirator fanatic                  | co-producție cu Mandalay Pictures                                                                                    |
| 25 octombrie 1996  | Un liceu „periculos”                  | |
| 15 noiembrie 1996  | Cele două fețe ale dragostei          | |
| 13 decembrie 1996  | Jerry Maguire                         | Nominalizat la Premiul Oscar pentru cel mai bun film                                                                 |
| 17 ianuarie 1997   | Ninja din Beverly Hills               | |
| 7 februarie 1997   | Măscăriciul                           | co-producție cu The Bubble Factory                                                                                   |
| 28 februarie 1997  | Donnie Brasco                         | co-producție cu Mandalay Pictures                                                                                    |
| 16 mai 1997        | Cartea junglei II                     | |
| 20 iunie 1997      | Iubitul meu se însoară                | |
| 3 octombrie 1997   | Ocol primejdios                       | co-producție cu Phoenix Pictures                                                                                     |
| 8 octombrie 1997   | Șapte ani în Tibet                    | co-producție cu Mandalay Pictures                                                                                    |
| 7 noiembrie 1997   | Infanteria stelară                    | Distribuție în SUA; co-producție cu Touchstone Pictures                                                              |
| 25 decembrie 1997  | Mai bine nu se poate                  | Nominalizat la Premiul Oscar pentru cel mai bun film                                                                 |
| 23 ianuarie 1998   | Slappy și ștrengarii                  | co-producție cu The Bubble Factory                                                                                   |
| 23 ianuarie 1998   | Naufragiatul                          | co-producție cu Phoenix Pictures                                                                                     |
| 30 ianuarie 1998   | Măsuri disperate                      | co-producție cu Mandalay Pictures                                                                                    |
| 20 februarie 1998  | O iubire neasteptata                  | co-producție cu Triumph Films                                                                                        |
| 6 martie 1998      | Cântec de leagăn                      | |
| 10 aprilie 1998    | Aventuri în parcul de distracții      | |
| 17 aprilie 1998    | Droguri de casă                       | |
| 24 aprilie 1998    | Pe creasta valului                    | co-producție cu Triumph Films                                                                                        |
| 24 aprilie 1998    | Marea lovitură                        | |
| 24 aprilie 1998    | Gojira tai Kingu Gidora               | Lansare direct pe DVD cu dublaj în engleză. Lansat inițial în 1991. Doar distribuitor; produs de Toho Company, Ltd.. |
| 24 aprilie 1998    | Gojira tai Mosura                     | Lansare direct pe DVD cu dublaj în engleză. Lansat inițial în 1992. Doar distribuitor; produs de Toho Company, Ltd.. |
| 1 mai 1998         | Dancer, Texas Pop. 81                 | |
| 20 mai 1998        | Godzilla                              | co-producție cu Centropolis Entertainment                                                                            |
| 10 iulie 1998      | Madeline                              | |
| 17 iulie 1998      | Masca lui Zorro                       | co-producție cu Amblin Entertainment                                                                                 |
| 25 septembrie 1998 | Legendele orașului                    | co-producție cu Phoenix Pictures                                                                                     |
| 23 octombrie 1998  | Influență nefastă                     | co-producție cu Phoenix Pictures                                                                                     |
| 18 decembrie 1998  | Dincolo de Ozona                      | |
| 19 ianuarie 1999   | Gojira tai SupesuGojira               | Lansare direct pe DVD cu dublaj în engleză. Lansat inițial în 1994. Doar distribuitor; produs de Toho Company, Ltd.. |
| 19 ianuarie 1999   | Gojira tai Desutoroia                 | Lansare direct pe DVD cu dublaj în engleză. Lansat inițial în 1991. Doar distribuitor; produs de Toho Company, Ltd.. |
| 19 februarie 1999  | Regina balului                        | |
| 12 martie 1999     | Bebeluși geniali                      | |
| 3 august 1999      | Gojira tai Mekagojira                 | Lansare direct pe DVD cu dublaj în engleză. Lansat inițial în 1993. Doar distribuitor; produs de Toho Company, Ltd.. |
| 20 august 1999     | Soldatul universal: Întoarcerea       | |
| 29 octombrie 1999  | The Suburbans                         | |

## Anii 2000
| Premiera           | Titlu                             | Note |
| ------------------ | --------------------------------- | --- |
| 18 august 2000     | Godzilla 2000                     | Lansare direct pe DVD cu dublaj în engleză. Lansat inițial în 1999. Doar distribuitor; produs de Toho Company, Ltd.. |
| 4 mai 2001         | Împotriva curentului              | |
| 11 mai 2001        | Trompeta lebedei                  | co-producție cu RichCrest Animation Studios                                                                          |
| 26 mai 2001        | Metropolis (subtitrat)            | co-producție cu Destination Films                                                                                    |
| 29 iunie 2001      | Râuri de purpură                  | distribuitor în Statele Unite; distribuitor de DVD Screen Gems                                                       |
| 12 aprilie 2002    | Indiferență                       | |
| 23 august 2002     | Secrete fatale                    | distribuitor |
| 27 septembrie 2002 | Un polițist cu capsa pusă         | |
| 22 august 2003     | Medalionul                        | distribuitor |
| 12 martie 2004     | Misterul scheletului din Cadavra  | |
| 4 iunie 2005       | Lorzii din Dogtown                | co-producție cu Columbia Pictures                                                                                    |
| 28 septembrie 2005 | Oliver Twist                      | |
| 21 aprilie 2006    | Silent Hill                       | co-producție cu Davis Films, Konami și Team Silent                                                                   |
| 1 septembrie 2006  | Crossover                         | co-producție cu 360 Pictures                                                                                         |
| 20 octombrie 2006  | Alergând ca apucații              | |
| 16 martie 2007     | Premoniția                        | co-producție cu Metro-Goldwyn-Mayer Pictures, Hyde Park Entertainment și Offspring                                   |
| 27 aprilie 2007    | Vântul groazei                    | |
| 28 iulie 2007      | Știu cine m-a ucis                | co-producție cu 360 Pictures                                                                                         |
| 8 august 2007      | Tabăra cu bucluc                  | co-producție cu Revolution Studios, Davis Entertainment Company și Blue Star Entertainment                           |
| 7 septembrie 2007  | Frații Solomon                    | distribuitor; produs de Revolution Studios și Carsey-Werner Productions                                              |
| 5 octombrie 2007   | Ritmuri de foc                    | |
| 18 aprilie 2008    | 88 de minute                      | distribuitor; co-producție cu Millienium Films și Sony Pictures Worldwide Acquisitions Group                         |
| 9 iulie 2008       | Bakugan Battle Brawlers The Movie | distribuitor |
| 24 octombrie 2008  | Dispariții                        | co-producție cu Mandate Pictures                                                                                     |
| 5 decembrie 2008   | Cadillac Records                  | co-producție cu Sony Music Film și Parkwood Pictures                                                                 |
| 14 august 2009     | District 9                        | Nominalizat la Premiul Oscar pentru cel mai bun film. co-producție cu WingNut Films și QED International             |
| 20 noiembrie 2009  | Planeta 51                        | Distribuitor în Statele Unite; produs de Ilion Animation Studios și HandMade Films                                   |

## Anii 2010
| Release Date       | Film Title                          | Notes |
| ------------------ | ----------------------------------- | --- |
| 24 noiembrie 2010  | Faster: Iute ca glonțul             | Distribuitor internațional; co-producție cu CBS Films, Castle Rock Entertainment și State Street Pictures                                                                                        |
| 8 aprilie 2011     | Lupta cu valurile                   | Distribuitor în Statele Unite Affirm Films, FilmDistrict. produs de Mandalay Vision, Brookwell McNamara Entertainment, Island Film Group, Enticing Entertainment și Life's a Beach Entertainment |
| 6 mai 2011         | Dragoste și alte necazuri           | co-producție cu Stage 6 Films și Our Stories Films |
| 26 august 2011     | Columbiana                          | co-producție cu Stage 6 Films și EuropaCorp |
| 30 septembrie 2011 | Curaj                               | co-producție cu Affirm Films |
| 17 august 2012     | Sparkle                             | co-producție cu Stage 6 Films și Phoenix Pictures |
| 28 septembrie 2012 | Looper: Asasin în viitor            | Distribuitor în Statele Unite cu FilmDistrict; produs de Endgame Entertainment și DMG Entertainment                                                                                              |
| 15 martie 2013     | Apel de urgență                     | co-producție cu Stage 6 Films, WWE Studios și Troika Pictures |
| 5 august 2013      | Cartea morților                     | co-producție cu Ghost House Pictures și FilmDistrict |
| 9 august 2013      | Elysium                             | co-producție cu Media Rights Capital și QED International |
| 30 august 2013     | One Direction: Ăștia suntem         | co-producție cu Warrior Poets, Syco Film și Modest! Entertainment |
| 21 feburarie 2014  | Pompeii                             | Distribuitor în Statele Unite; produs de Impact Pictures, FilmDistrict și Constantin Film |
| 16 aprilie 2014    | Raiul exista                        | co-producție cu Roth Films și TJ Enterprises |
| 9 mai 2014         | Seara mamelor                       | co-producție cu Affirm Films și Provident Films |
| 22 august 2014     | Un antrenor de legendă              | co-producție cu Affirm Films și Mandalay Pictures |
| 7 august 2015      | Ricki și the Flash                  | cu TriStar Productions |
| 28 august 2015     | Război în cuplu                     | |
| 30 septembrie 2015 | The Walk: Sfidează limitele         | cu TriStar Productions |
| 13 mai 2016        | Money Monster                       | co-producție cu LStar Capital, Smokehouse Pictures și The Allegiance Theater |
| 11 noiembrie 2016  | Billy Lynn's Long Halftime Walk     | co-production with Studio 8, LStar Capital, Film4 Productions, Bona Film Group, The Ink Factory și Marc Platt Productions                                                                        |
| 17 martie 2017     | T2 Trainspotting                    | Film britanic; doar distribuitor; produs de Film4, Creative Scotland, Cloud Eight Films, DNA Films și Decibel Films                                                                              |
| 28 iunie 2017      | Baby Driver                         | co-producție cu MRC, Working Title Films și Big Talk Productions |
| 29 decembrie 2017  | All the Money in the World          | US and UK distribution only; co-producție cu Imperative Entertainment, Scott Free Productions și RedRum Films                                                                                    |
| 22 noiembrie 2019  | A Beautiful Day in the Neighborhood | co-producție cu Tencent Pictures, Big Beach și Youree Henley Productions |

### Anii 2020
| Premiera           | Titlu                                        | Note |
| ------------------ | -------------------------------------------- | --- |
| 11 septembrie 2020 | The Broken Hearts Gallery                    | co-producție cu Stage 6 Films și No Trace Camping |
| 25 noiembrie 2020  | Happiest Season                              | doar distribuitor internațional în afara Canadei și Regatului Unit și Irlanda; co-producție cu Temple Hill Entertainment și Entertainment One; distribuit în Statele Unite de Hulu |
| 16 septembrie 2022 | The Woman King                               | doar distribuitor internațional în afara Regatului Unit și Irlandei; co-producție cu Entertainment One, JuVee Productions și Welle Entertainment                                   |
| 9 decembrie 2022   | Matilda The Musical                          | Doar distribuitor în Regatul Unit; co-producție cu Working Title Films și The Roald Dahl Story Company; distribuit mondial de Netflix                                              |
| 23 noiembrie 2022  | Whitney Houston: I Wanna Dance with Somebody | co-producție cu Black Label Media, Compelling Pictures, Muse of Fire Productions, Primary Wave Entertainment și West Madison Entertainment                                         |
| 17 noiembrie 2023  | Thanksgiving                                 | co-producție cu Spyglass Media Group, Dragonfly Entertainment și Electromagnetic Productions                                                                                       |
| 12 ianuarie 2024   | The Book of Clarence                         | co-producție cu Legendary Pictures și Kilburn Lane |
| 1 noiembrie 2024   | Here                                         | Doar distribuitor în SUA; produs de Miramax și ImageMovers |
| 17 ianuarie 2025   | One of Them Days                             | co-producție cu MACRO, Hoorae Media și ColorCreative |

## Viitoare
| Premiera           | Titlu             | Note | Statusul producției |
| ------------------ | ----------------- | --- | ------------------- |
| 26 septembrie 2025 | Eleanor the Great | co-distribuție cu Sony Pictures Classics; co-producție cu Maven Screen Media, Dauphin Studio, These Pictures, Pinky Promise și Wayfarer Studios | Completat           |
| 13 martie 2026     | The Breadwinner   | co-producție cu The Wonder Project | Filmare             |
| 19 februarie 2027  | The Nightingale   | co-producție cu The Cantillon Company, Lewellen Pictures și Hello Sunshine                                                                      | Pre-producție       |